# Ithomia tenera
Ithomia tenera is een vlinder uit de familie Nymphalidae. De wetenschappelijke naam van de soort is voor het eerst geldig gepubliceerd in 1885 door Anton Srnka. De naam van de soort wordt nu beschouwd als een synoniem voor Brevioleria aelia subsp. orolina (Hewitson, 1861) = Ithomia aelia orolina Hewitson.